# شيمون ساكاجوتشي
شيمون ساكاجوتشي (باليابانية: 坂口志文؛ بالكانا: さかぐち しもん) هو طبيب وعالم مناعة ياباني، ولد في 19 يناير 1951 في ناغاهاما في اليابان واشتهر باكتشافه الخلايا التائية المنظمة. يعمل في جامعة أوساكا في اليابان.